# Lavado de imagen
El lavado de imagen o reputación consiste en que una persona u organización oculta un comportamiento poco ético, corrupto o delictivo, u otras actuaciones controvertidas, realizando acciones positivas muy visibles con la intención de mejorar su reputación y ocultar su pasado.
El lavado de imagen puede incluir gestos como donaciones a organizaciones benéficas, patrocinio de equipos deportivos o participación en asociaciones destacadas.

## Origen del término
Una de las primeras veces que se usó la frase "lavado de imagen" fue en 1996, en el libro Las Naciones Unidas y el crimen organizado transnacional, que la definió como "el proceso de adquirir respetabilidad en un nuevo entorno".
Una aparición temprana de la frase en medios de comunicación fue en 2010, en un artículo de The Guardian titulado "Las empresas de Relaciones Públicas hacen de Londres la capital mundial del lavado de la imagen", una pieza que se centró en el uso de empresas de relaciones públicas (RR.PP.) por parte de jefes de Estado (entre ellos los de Arabia Saudita, Ruanda, Kazajistán y Sri Lanka) para ocultar abusos de los derechos humanos y corrupción.
La frase fue usada con frecuencia en 2016 cuando Transparencia internacional la utilizó en su informe "Paraíso perdido: Acabar con el papel de Reino Unido como refugio para los corruptos, sus aliados y sus bienes". En ese informe, definieron el lavado de imagen como "el proceso de ocultar las acciones corruptas, pasadas o presentes, de un individuo, gobierno o entidad corporativa, y presentar su naturaleza y comportamiento bajo una luz positiva".
La frase "lavado de imagen" es un juego de palabras con origen en el término más extendido "lavado de dinero".

## Actividades asociadas al lavado de imagen
Según Transparencia Internacional, el lavado de imagen puede incluir estas actividades:
- Usar empresas de Relaciones Públicas
- Desarrollar conexiones políticas para influir en los gobiernos
- Contratar bufetes de abogados para combatir acusaciones relacionadas con conductas pasadas poco éticas
- Donar a organizaciones culturales, benéficas y educativas
- Enviar a sus hijos a escuelas de élite
- Invertir en equipos deportivos de prestigio
- Patrocinar grandes eventos deportivos o de entretenimiento
- Comprar bienes inmuebles de lujo muy reconocibles
- Contratar consultores para mejorar su imagen

## Empresas de Relaciones Públicas
Las actividades de lavado de imagen a veces se delegan a firmas profesionales de Relaciones Públicas (RR.PP.). Las técnicas empleadas por estas empresas en nombre de los clientes supuestamente corruptos o criminales pueden incluir la creación de cuentas en redes sociales falsas, blogs de personalidades falsas o artículos de opinión partidistas.
La firma británica de Relaciones Públicas Bell Pottinger destaca por utilizar técnicas de relaciones públicas para el lavado de imagen, y ha trabajado con clientes como Alexander Lukashenko, Baréin y la Fundación Pinochet.

### Deportes
La participación en deportes profesionales, a través de patrocinio o de adquisiciones, es una actividad destacada en el lavado de reputación. Ejemplos de esta actividad son la creación de carreras de Fórmula 1 en Catar y Arabia Saudita, la compra del equipo de fútbol Chelsea FC por parte de Roman Abramovich, y la comprar del club de fútbol Newcastle United por parte de inversionistas saudíes.

### Organizaciones benéficas
El lavado de imagen a menudo conlleva donaciones benéficas de las personas que intentan mejorar su reputación. Un estudio demostró que los oligarcas rusos habían donado entre 372 millones y 435 millones de dólares estadounidenses a instituciones benéficas en los Estados Unidos. Entre las organizaciones benéficas y sin fines de lucro que recibieron fondos, según una base de datos compilada por David Szakonyi y Casey Michel, están el Instituto de Tecnología de Massachussets (MIT), la Universidad Brandeis, la Clínica Mayo, el Centro John F. Kennedy para las Artes Escénicas, la Universidad de Nueva York, la Institución Brookings, la Universidad de Harvard y el Museo de Arte Moderno de Nueva York (MoMA).
La familia Sackler destaca por donaciones benéficas que tienen como objetivo reparar su imagen, que resultó muy dañada por su papel en la crisis de los opiáceos. Desde 2009, la familia ha donado más de 170 millones de libras esterlinas a instituciones de arte en el Reino Unido. La filantropía de la familia se ha caracterizado como "lavado de imagen" de las ganancias obtenidas de la venta de opiáceos. El apellido Sackler, tal y como se anuncia en las instituciones a las que la familia ha donado, experimentó gran escrutinio a fines de la década de 2010 debido a la asociación de la familia con OxyContin. 
David Crow, en el Financial Times, describió el apellido como "manchado" (cf. Donantes contaminados ). En marzo de 2019, la Galería Nacional de Retratos y las galerías Tate anunciaron que no aceptarían más donaciones de la familia. Esto se produjo después de que la fotógrafa estadounidense Nan Goldin amenazara con retirar una retrospectiva planificada de su trabajo en la Galería Nacional de Retratos si la galería aceptaba una donación de 1 millón de libras de un fondo Sackler. En junio de 2019, el Centro Médico Langone de la Universidad de Nueva York anunció que ya no aceptaría donaciones de los Sacklers y desde entonces ha cambiado el nombre del Instituto Sackler de Ciencias Biomédicas a Instituto Vilcek de Ciencias Biomédicas. Más tarde, en 2019, el Museo Americano de Historia Natural, el Museo Solomon R. Guggenheim y el Museo Metropolitano de Arte de Nueva York anunciaron que no aceptarían futuras donaciones de ningún Sackler que hubiera estado involucrado en Purdue Pharma.
En 2022, el Museo Británico anunció que cambiaría el nombre de las salas Raymond y Beverly Sackler y el ala Raymond y Beverly Sackler, como parte del "desarrollo del nuevo plan", y que "tomó esta decisión tras discusiones colaborativas" con la Fundación Sackler. Antes del colapso de su criptomoneda, FTT, el empresario Sam Bankman-Fried no sabía cómo lavar su imagen pero se alega que usó (entre otros medios) "un sistema de valores de idealismo utilitario... no orientado hacia el dinero". Por ejemplo, prometió regalar el 99 por ciento de su fortuna (lo que llevó a los inversores a "bajar la guardia de su debida diligencia").

### Colaboración con los medios
Alex Shephard, en New Republic, afirma que el general Mark Milley, presidente del Estado Mayor Conjunto de los Estados Unidos, realizó un lavado de imagen en beneficio propio cuando actuó como fuente principal para los medios de comunicación  proporcionando a los medios relatos internos de los eventos en la Casa Blanca de Trump. La intención de Milley, según algunos analistas, era incitar a los principales medios de comunicación a rehabilitar su reputación (contaminada por la asociación con la administración Trump) y, a cambio, Milley proporcionó información privilegiada a los medios.
Arwa Mahdawi, columnista de The Guardian, caracterizó la aparición de Rudy Giuliani en The Masked Singer como un lavado de imagen.

### Oligarcas rusos
El gobierno del Reino Unido realizó un informe en 2020 que analizaba las actividades de los oligarcas rusos en el país. El informe afirma que los oligarcas habían estado "extendiendo el mecenazgo y generando influencia en una amplia esfera del establecimiento británico", y que habían empleado firmas de Relaciones Públicas que eran "beneficiarios activos, contribuyendo a un proceso de 'lavado de imagen'".
Un ejemplo significativo de un oligarca ruso que ha participado en el lavado de imagen es Viatcheslav Moshe Kantor, que donó 9 millones de libras esterlinas al Hospital del Rey Eduardo VII, un centro utilizado por la familia real del Reino Unido y patrocinado por la reina. La donación estuvo bajo escrutinio después de que Kantor fuera sancionado durante la invasión de Ucrania de 2022. El hospital eliminó el nombre de Kantor de un ala del hospital.